# Gilles Holstprijs

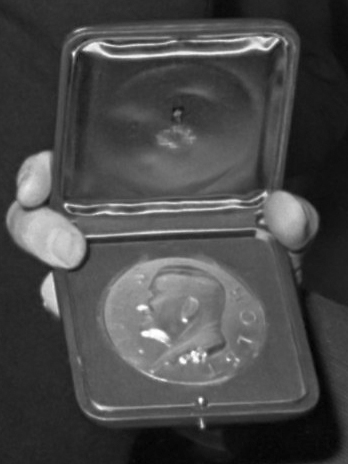
Gilles Holst Medaille (1967)

De Gilles Holstprijs werd in 1939 ingesteld als blijk van erkenning voor Gilles Holst ter gelegenheid van zijn 25-jarig jubileum bij de NV Philips.

## Toegepaste natuur- en scheikunde
De prijs wordt eenmaal in de vier jaar toegekend aan een Nederlandse onderzoeker die bij voorkeur op het tussengebied van de natuur- en scheikunde werkzaam is. Een niet-permanente commissie van de KNAW beoordeelt de nominaties. De prijs, een gouden medaille, werd voor de eerste keer in 1963 toegekend aan W.G. Burgers.

## Toekenningen
- 1963 – W.G. Burgers
- 1967 – M.C. Teves
- 1971 - J.D. Fast
- 1976 - P.M. de Wolff
- 1988 - R.J. van Duinen en H.J. Habing
- 1992 - G. Blasse
- 1996 - W.H.J. Boesten
- 2000 - R. Coehoorn en W.J.M. de Jonge
- 2008 - J.J. Boon
- 2011 - Dick Broer
- 2015 - Paul Blom en Dago de Leeuw[1]
- 2019 - Andries Meijerink
- 2023 - Petra de Jongh (eerste vrouw)[2]